# Mizushima Musashi
Musashi Mizushima (sinh ngày 10 tháng 9 năm 1964) là một cầu thủ bóng đá người Nhật Bản.

## Sự nghiệp câu lạc bộ
Musashi Mizushima đã từng chơi cho Hitachi và Yokohama Flügels.